# Remigio Morales Bermúdez Pedraglio
Remigio Morales-Bermúdez Pedraglio (Lima, 20 de mayo de 1947) es un político peruano. Fue Diputado durante el periodo 1985-1990 y Ministro de Agricultura (1986-1988) durante el Primer gobierno de Alan García.

## Biografía
Nació en Lima, el 20 de mayo de 1947. Hijo de Francisco Morales Bermúdez, ex-presidente de la República durante la segunda fase del Gobierno Revolucionario de la Fuerza Armada, y de Rosa Pedraglio de Morales Bermúdez.
Es bisnieto del expresidente Remigio Morales Bermúdez.

## Vida política
Fue miembro del APRA del que fue separado a fines de los años 1980.

### Diputado (1985-1990)
En las elecciones generales de 1985, fue elegido Diputado por el APRA, con 49,164 votos, para el periodo parlamentario 1985-1990.

### Ministro de Agricultura (1988)
El 9 de enero de 1988, fue nombrado ministro de Agricultura por el expresidente Alan García.
Permaneció en el cargo hasta el 10 de octubre de 1988.
Se le atribuye cercanía al presidente García e intervención en la política económica que siguió ese gobierno. En octubre de 1988 renunció ante el escándalo de haber comprado de una empresa argentina carne en estado de descomposición por un valor de un millón trescientos noventa mil dólares.
En 1989, el Consejo Nacional de Disciplina del APRA le inicia proceso disciplinario y lo suspende en sus funciones partidarias.
Durante las investigaciones que se realizaron en el gobierno de Alberto Fujimori a los funcionarios del gobierno aprista, se le encontró un supuesto desbalance patrimonial cercano al medio millón de dólares. Morales Bermúdez no fue juzgado por esa acusación gracias al transcurso del plazo prescriptorio.
Durante el Segundo gobierno de Alan García, fue secretario técnico de INTERNOR, una entidad que coordinaba con los gobiernos regionales del norte del Perú y tuvo bastante cercanía con el entonces primer ministro Yehude Simon.